# Westrozebeke
Westrozebeke är en ort i Belgien.   Den ligger i provinsen Västflandern och regionen Flandern, i den västra delen av landet, 90 km väster om huvudstaden Bryssel. Westrozebeke ligger 47 meter över havet och antalet invånare är 2 169.
Terrängen runt Westrozebeke är huvudsakligen platt. Westrozebeke ligger uppe på en höjd. Runt Westrozebeke är det tätbefolkat, med 297 invånare per kvadratkilometer.. Närmaste större samhälle är Roeselare, 8,1 km öster om Westrozebeke. 
Trakten runt Westrozebeke består till största delen av jordbruksmark.